# Anatoli Demitkov
Anatoli Nikolayevich Demitkov –en ruso, Анатолий Николаевич Демитков– (27 de mayo de 1926 - 15 de agosto de 2005) fue un deportista soviético que compitió en piragüismo en la modalidad de aguas tranquilas. 
Participó en los Juegos Olímpicos de Melbourne 1956, obteniendo una medalla de plata en la prueba de K2 1000 m. Ganó dos medallas en el Campeonato Mundial de Piragüismo de 1958, y dos medallas en el Campeonato Europeo de Piragüismo de 1957.

## Palmarés internacional
| Juegos Olímpicos   | Juegos Olímpicos       | Juegos Olímpicos  | Juegos Olímpicos |
| Año                | Lugar                  | Medalla           | Evento           |
| ------------------ | ---------------------- | ----------------- | ---------------- |
| 1956               | Melbourne (Australia)  | Medalla de plata  | K2 1000 m        |
| Campeonato Mundial |                        |                   |                  |
| Año                | Lugar                  | Medalla           | Evento           |
| 1958               | Praga (Checoslovaquia) | Medalla de bronce | K2 1000 m        |
| 1958               | Praga (Checoslovaquia) | Medalla de bronce | K4 1000 m        |
| Campeonato Europeo |                        |                   |                  |
| Año                | Lugar                  | Medalla           | Evento           |
| 1957               | Gante (Bélgica)        | Medalla de bronce | K2 1000 m        |
| 1957               | Gante (Bélgica)        | Medalla de oro    | K2 10 000 m      |